# Lamont Johnson (réalisateur)
Pour les articles homonymes, voir Lamont Johnson.
Lamont Johnson, né le 30 septembre 1922 à Stockton (Californie), aux États-Unis, et mort à Monterey (Californie), le 25 octobre 2010, est un réalisateur, acteur, producteur américain.

## Filmographie

### comme réalisateur
- 1967 : A Covenant with Death
- 1968 : Kona Coast (en)
- 1968 : Call to Danger (TV)
- 1968 : European Eye (TV)
- 1969 : Haute tension dans la ville (Deadlock) (TV)
- 1970 : My Sweet Charlie (TV)
- 1970 : L'Évasion du capitaine Schlütter (The McKenzie Break)
- 1971 : Birdbath (TV)
- 1971 : Dialogue de feu (A Gunfight)
- 1972 : Requiem pour un espion (The Groundstar Conspiracy)
- 1972 : You'll Like My Mother (en)
- 1972 : Cet été-là (That Certain Summer (en)) (TV)
- 1973 : Last American Hero
- 1974 : Visit to a Chief's Son
- 1974 : Exécuté pour désertion (The Execution of Private Slovik) (TV)
- 1975 : Fear on Trial (TV)
- 1976 : Viol et Châtiment (Lipstick)
- 1977 : One on One (en)
- 1978 : Qui a tué mon cher mari ? (Somebody Killed Her Husband)
- 1980 : Paul's Case (TV)
- 1980 : Off the Minnesota Strip (TV)
- 1981 : Crisis at Central High (TV)
- 1981 : Winchester et Jupons courts (Bil Doolin, le hors la loi), (Cattle Annie and Little Britches)
- 1981 : Otages à Téhéran (Escape from Iran: The Canadian Caper) (TV)
- 1982 : Dangerous Company (TV)
- 1982 : Life of the Party: The Story of Beatrice (TV)
- 1983 : Le Guerrier de l'espace : Aventures en zone interdite (Spacehunter: Adventures in the Forbidden Zone)
- 1984 : Ernie Kovacs: Between the Laughter (TV)
- 1985 : Wallenberg: A Hero's Story (TV)
- 1986 : Unnatural Causes (TV)
- 1988 : Lincoln (TV)
- 1990 : The Kennedys of Massachusetts (feuilleton TV)
- 1990 : Voices Within: The Lives of Truddi Chase (TV)
- 1992 : Crash Landing: The Rescue of Flight 232 (TV)
- 1993 : La Chaîne brisée (The Broken Chain) (TV)
- 1996 : The Man Next Door (TV)
- 1997 : Le Loup et le Raven (All the Winters That Have Been) (TV)

### comme acteur
- 1952 : Retreat, Hell! (en) de Joseph H. Lewis : Capt. 'Tink' O'Grady
- 1952 : Sally and Saint Anne : Willie O'Moyne
- 1953 : The Glory Brigade : Capt. Adams
- 1954 : Dans les bas-fonds de Chicago (The Human Jungle) de Joseph M. Newman : Det. Lannigan (Geddes' partner)
- 1956 : Please Murder Me : Carl Holt
- 1957 : Les Frères Rico (The Brothers Rico) de Phil Karlson : Peter Malaks
- 1977 : One on One (en) : Barry Brunz
- 1979 : Sunnyside : Rage

### comme producteur
- 1968 : Kona Coast
- 1968 : Call to Danger (TV)
- 1985 : Wallenberg: A Hero's Story (TV)
- 1990 : Voices Within: The Lives of Truddi Chase (TV)
- 1996 : The Man Next Door (TV)